# Vineta Sareika
Vineta Sareika, née le 1er mars 1986 à Jurmala, est une violoniste et professeure de musique classique lettone.

## Biographie
La violoniste lettone Vineta Sareika commence ses études de violon à l'âge de cinq ans à Jurmala, sa ville natale, puis étudie au Conservatoire national supérieur de musique et de danse de Paris avec Gérard Poulet et à la Chapelle musicale Reine Elisabeth avec Augustin Dumay. Elle participe aux classes de maîtres de Ida Haendel, Ivry Gitlis, Zakhar Bron, Maurizio Fuks et Sergei Krylov.
Lauréate du prestigieux Concours international Reine Elisabeth à Bruxelles en 2009, Vineta commence une carrière à multiples facettes en tant que soliste, musicienne de chambre et premier violon ; elle est invitée en soliste par des orchestres tels que le l'orchestre philharmonique de Londres, l'Orchestre national de Belgique, le London Chamber Orchestra, l'Orchestre royal des Flandres et travaille sous la direction de chefs tels que Andris Nelsons, Paul Goodwin, Edo de Waart, Gilbert Varga, Andris Poga.
Après trois ans au poste de premier violon solo de l'Orchestre royal de Flandres et sept années fructueuses au sein du Trio Dali, couronnées par une victoire au Concours international d'Osaka au Japon et deux CDs distingués avec un Diapason d'Or, Vineta rejoint en 2012 le Quatuor Artemis en tant que premier violon. Lauréat de plusieurs prix Echo Klassik, le quatuor est l'ensemble en résidence du Konzerthaus de Vienne.
Depuis 2006 Vineta partage régulièrement la scène avec la pianiste française Amandine Savary. Elle joue un violon d'Antonio Stradivari de 1683, mis à sa disposition par la Fondation Ruggieri.
Le 18 février 2023, elle est nommée premier violon solo de l'Orchestre philharmonique de Berlin, première femme à obtenir cette place depuis la création de l'orchestre il y a 141 ans,. En 2024, elle annonce quitter l'orchestre en février 2025.